# Phagen-Display
Das Phagen-Display (englisch phage display) ist eine biotechnologische Methode, bei der aus großen rekombinanten Bibliotheken Peptide, Proteinteile (z. B. Antikörperfragmente) oder komplette Proteine funktionell auf der Oberfläche von Bakteriophagen präsentiert werden, um anschließend geeignete Bindepartner für einen bestimmten Liganden zu isolieren und zu identifizieren. Das Phagen-Display ist für die Aufklärung von Protein-Protein-Interaktionen, für die Entwicklung neuer biologischer Arzneistoffe und für die Suche nach spezifischen Antikörpern für therapeutische, diagnostische oder experimentelle Anwendungen von großer Bedeutung.
Die Methode wurde als erste Form einer molekularen Display-Technik von George P. Smith 1985 eingeführt. Dieser erhielt dafür 2018 den Nobelpreis für Chemie, zusammen mit Greg Winter, der die Technik so weiterentwickelte, dass auch Teile menschlicher Antikörper im Phagen-Display präsentiert werden.

## Prinzip

Allgemeines Schema des In-vitro-Biopannings als zentrales Element des Phagen-Displays

Das Prinzip des molekularen Displays basiert auf dem gemeinsamen Vorkommen eines Proteins und seiner codierenden DNA in einem Partikel (in diesem Falle sind es Bakteriophagen), wodurch anhand der Bindung an ein bereits vorliegendes Protein (oder anderes Molekül) ein Interaktionspartner aus einer Mischung von transgenen Bakteriophagen isoliert werden kann, dessen DNA dann ebenso vorliegt. Die dem rekombinanten Oberflächenprotein entsprechende DNA-Sequenz wird anschließend extrahiert, per PCR vervielfältigt und per DNA-Sequenzierung sequenziert. Über den genetischen Code ist dann auch die Aminosäuresequenz des bindenden Proteins bekannt.
Beim Phagen-Display werden meistens parallel jeweils mehrere beliebige DNA-Sequenzen an die DNA-Sequenz eines Hüllproteins im Genom des Bakteriophagen oder in einem Phagemid ligiert, so dass die in dieser Sequenz codierten Proteine oder Peptide N-terminal als Fusionsprotein auf der Oberfläche des Bakteriophagen präsentiert werden. Die Präsentation der Proteine auf der Oberfläche erlaubt eine Selektion der Phagen nach der Affinität zu einem bestimmten Molekül. Dadurch können aus beliebigen Mischungen an DNA-Sequenzen rekombinante Bakteriophagen erzeugt und isoliert werden, die aufgrund ihres Fusionsproteins an ein Molekül binden können, für das ein Interaktionspartner gesucht wird.
Das Phagen-Display kann mit filamentösen Phagen (Familie Inoviridae, z. B. Gattung Inovirus mit den f1-Phagen, M13-Phagen oder fd-Phagen), mit T4- und T6-Phagen (Myoviren), mit λ-Phagen (Siphoviren) oder mit T7-Phagen (Podoviren) durchgeführt werden. Dementsprechend wird bei filamentösen Phagen meistens das Protein g3p (synonym pIII, minor coat protein, s. u.), seltener wird auch pVI, pVII, pVIII (major coat protein, MCP) oder pIX als Fusionspartner an der Virusoberfläche verwendet, bei T4-Phagen werden meistens Soc oder Hoc als Fusionsprotein eingesetzt.
Der Zusammenbau der Bakteriophagen erfolgt in Bakterien. Virale Membranproteine müssen zum Zusammenbau eines filamentösen Phagen zuerst in die bakterielle Zellmembran eingelagert werden, um sich dort mit dem Kapsid zusammenzulagern. Bei Bakterien gibt es hierzu drei Systeme der Sekretion von Membranproteinen, das Sec-System, das SRP-System und das TAT-System. Die Verwendung von lytischen Phagen wie T4-, T6-, T7- oder λ-Phagen erfordert dagegen keine Einlagerung viraler Proteine in die Zellmembran.
Das Sec- und das SRP-System entfalten ein Protein zur Translokation durch die Zellmembran. Dagegen ist das TAT-System leichter zu sättigen, aber es kann gefaltete Proteine von bis zu 180 Kilodalton durch die Membran schleusen. Zudem kann im TAT-System die Proteinfaltung bereits in der reduzierenden Umgebung des Zytosols erfolgen, was bei zytosolischen Proteinen für eine korrekte Faltung notwendig sein kann, denn außerhalb der Zellmembran (im Periplasma) können sich unerwünschte Disulfidbrücken ausbilden, die eine korrekte Faltung verhindern können. Bei den lytischen Phagen besteht kein Problem mit Disulfidbrücken-verursachter Proteinfehlfaltung, da sie im Zytosol zusammengebaut werden, wo aufgrund der reduzierenden Umgebung keine Disulfidbrücken entstehen können.

### Phagen-Display von Antikörper-Bibliotheken
Zunächst werden Antikörper-produzierende B-Zellen (Plasmazellen) aus dem Blut, Knochenmark oder Lymphknoten eines Spenders isoliert. Daraus wird die mRNA gewonnen und in cDNA umgeschrieben. Mit Hilfe der Polymerase-Kettenreaktion (PCR) werden aus der cDNA die Gene der leichten (VL) und schweren Kette (VH) der Antikörper vervielfältigt. Jeder Gensatz (VL und VH) wird mit dem verkürzten Gen des Hüllproteins pIII (minor coat protein, mCP) des M13-Phagen (Gattung Inovirus) in einem speziellen Phagemid-Vektor ligiert und Escherichia coli damit transformiert. Dadurch exprimieren die E. coli Bakterien pIII-Fusionsproteine mit scFv-Fragmenten oder Fab-Antikörperfragmenten. Die Fusionsproteine werden durch ein Signalpeptid (aus pelB oder ompA stammend) ins Periplasma transportiert, dort falten sie sich zu einem funktionalen scFv bzw. durch Disulfidbrücke verbundenem Fab-Fragment. Die Fv- bzw. Fab-Anteile bleiben zunächst über das pIII-Fragment in der inneren E. coli-Membran verankert und binden beim Abschluss des Zusammenbaus des Phagen an das Kapsid.
Über das Hüllprotein pIII, das normalerweise für die Infektion der Bakterien verantwortlich ist, wird nach Koinfektion mit einem M13-Helferphagen (für die Expression des nicht modifizierten pIII und die anderen Phagenproteine) das funktionale Antikörperfragment beim Reifungsprozess neugebildeter Phagen in deren Außenhülle eingebaut. Gleichzeitig wird der Phagemid mit der zugehörigen genetischen Information für das entsprechende Antikörperfragment ins Innere der neugebildeten Phagen eingebaut. Jeder dieser rekombinanten Phagen hat also theoretisch ein anderes Antikörperfragment auf seiner Oberfläche und gleichzeitig die zugehörigen Gene (VL und VH) in seinem Inneren, vergleichbar mit den Milliarden von B-Zellen im (menschlichen) Körper.
In einem sogenannten Biopanning können die „bindenden“ Phagen über die auf der Oberfläche exponierten Antikörperfragmente durch Wechselwirkung mit fixierten Liganden (Antigenen) aus dem milliardenfachen Hintergrund der irrelevanten Phagen (Genbibliothek) herausgefischt werden.
Aus den so isolierten, „monoklonalen“ Antikörper-Phagen können die zugehörigen Antikörpergene einfach isoliert und sequenziert werden. Ebenso können damit die selektierten Antikörper-Fragmente als lösliche Proteine für spezielle Anwendungen in Massenkultur in E. coli oder anderen Zellsystemen produziert werden.

### Phagen-Display von Peptid-Bibliotheken
In gleicher Weise wie mit Antikörpern ist es möglich, Peptidsequenzen (9 bis 12 Aminosäurereste) anhand ihrer Affinität zu bestimmten Zielmolekülen zu selektieren.
Diese Technik ist sinnvoll, um kleine Moleküle zu selektieren, die sich später als Medikamente einfacher als größere Moleküle wie z. B. Antikörper oder andere Proteine einsetzen lassen.
Eine andere Anwendungsmöglichkeit für Peptid-Bibliotheken ist auch die Bestimmung von Epitopsequenzen bei monoklonalen Antikörpern.

### Phagen-Display von cDNA-Bibliotheken
Bisher wenig verwendet ist auch die Darstellung von cDNA-Expressionsbibliotheken auf Phagen. Da in den
Sequenzen vieler Bibliotheken häufig Stopcodons vorkommen, ist es nicht möglich, die Sequenzen der Bibliothek vor das pIII-Protein filamentöser Phagen zu verbinden.
Daher werden als Alternative lytische Phagen oder die als Jun/Fos-System bezeichnete nicht-kovalente Zusammenlagerung des Proteins aus der eingefügten DNA-Sequenz und pIII von filamentösen Phagen verwendet. Im Jun/Fos-System wird zunächst Jun an das pIII-Protein gekoppelt. Auf dem gleichen Phagemid wird Fos vor die zu exprimierenden Sequenzen gesetzt. Da beide Proteine auf einem Phagemid enthalten sind, werden beide Proteine gleichzeitig exprimiert, Jun und Fos dimerisieren über ihre Leucin-Zipper und koppeln auf diese Weise das pIII-Protein an die exprimierte cDNA-Sequenz.

## Anwendungen und Perspektiven
Das Phagen-Display ist eine Technik, die auf Protein-Protein-Interaktionen beruht und sich daher als Methode zum Nachweis von Wechselwirkungen zwischen Proteinen eignet. Display-Techniken ermöglichten erstmals die Herstellung und Charakterisierung vieler neuer humaner Antikörper. Auch andere Proteine, z. B. in Form von cDNA-Bibliotheken, lassen sich im Phagen-Display selektieren. Die Affinität der selektierten Antikörper kann durch Mutagenese erhöht werden. In den letzten Jahren hat es viele Verbesserungen der Techniken gegeben, aber Phagen-Display ist noch längst nicht Routine. Mehrere Firmen bieten inzwischen an, aus sehr großen, z. T. semisynthetischen Phagen-Display-Bibliotheken Antikörper gegen nahezu jedes beliebige Antigen zu produzieren. Rekombinante Antikörper machen ca. 30 % aller derzeit in der klinischen Prüfung befindlichen Biopharmazeutika aus; das zeigt, welches Potential für das Wachstum der Biotechnologie in der Produktion dieser Produkte steckt.